# Глушковицька сільська рада
Глушковицька сільська рада — адміністративно-територіальна одиниця в складі Лельчицького району Гомельської області (Республіка Білорусь). Адміністративний центр — агромістечко (до 2009 року — село) Глушковичі. Це також єдиний населений пункт у його складі.

## Історія
Утворена 20 серпня 1924 року як Глушкевичівська сільська рада у складі Лельчицького району Мозирського району Білоруської РСР. Після скасування районного устрою 26 липня 1930 року увійшов до Лельчицького району БРСР. З 21 червня 1935 року в Лельчицькому районі Мозирської області, з 20 лютого 1938 року — Поліської області, з 8 січня 1954 року — Гомельської області. З 25 грудня 1962 року по 6 січня 1965 року в Мозирському районі.
Населення сільської ради за переписом 2009 року становить 2101 чоловік, з них 97,2 % — білоруси.